# Stjärnblommor
Stjärnblommor (Stellaria) är ett släkte av nejlikväxter. Stjärnblommor ingår i familjen nejlikväxter.

## Dottertaxa
Följande arter listas i Catalogue of Life som dottertaxa till Stjärnblommor, i alfabetisk ordning:

- Stellaria alaschanica
- Stellaria alaskana
- Stellaria alexeenkoana
- Källarv (Stellaria alsine)
- Stellaria alsinoides
- Stellaria altimontana
- Stellaria amblyosepala
- Stellaria americana
- Stellaria anagalloides
- Stellaria angarae
- Stellaria angustifolia
- Stellaria antillana
- Stellaria antoniana
- Stellaria aphanantha
- Stellaria aphananthoidea
- Stellaria arenarioides
- Stellaria arisanensis
- Stellaria aristata
- Stellaria arvalis
- Stellaria australis
- Stellaria bistyla
- Norrlandsarv (Stellaria borealis)
- Stellaria brachypetala
- Stellaria bungeana
- Stellaria calycantha
- Stellaria celsa
- Stellaria cherleriae
- Stellaria chilensis
- Stellaria chinensis
- Stellaria cilicica
- Stellaria circinata
- Stellaria concinna
- Stellaria congestiflora
- Stellaria corei
- Sumparv (Stellaria crassifolia)
- Stellaria crispa
- Stellaria cryptopetala
- Stellaria cupaniana
- Stellaria cuspidata
- Stellaria darvasievii
- Stellaria davurica
- Stellaria debilis
- Stellaria decipiens
- Stellaria decumbens
- Stellaria delavayi
- Stellaria depressa
- Stellaria dianthifolia
- Stellaria dichotoma
- Stellaria dicranoides
- Stellaria discolor
- Stellaria diversiflora
- Stellaria divnogorskajae
- Stellaria elatinoides
- Stellaria emirnensis
- Stellaria erlangeriana
- Stellaria eschscholtziana
- Finnstjärnblomma (Stellaria fennica)
- Stellaria fenzlii
- Stellaria filicaulis
- Stellaria filiformis
- Stellaria fischeriana
- Stellaria flaccida
- Stellaria fontana
- Stellaria fontinalis
- Stellaria gracilenta
- Grässtjärnblomma (Stellaria graminea)
- Stellaria gyangtsensis
- Stellaria gyirongensis
- Kolastjärnblomma (Stellaria hebecalyx)
- Stellaria henryi
- Stellaria himalayensis
- Stellaria hintoniorum
- Stellaria hippoctona
- Buskstjärnblomma (Stellaria holostea)
- Stellaria howardii
- Ishavsstjärnblomma (Stellaria humifusa)
- Stellaria imbricata
- Stellaria infracta
- Stellaria inundata
- Stellaria irazuensis
- Stellaria irrigua
- Stellaria jacutica
- Stellaria karatavica
- Stellaria koelzii
- Stellaria kolymensis
- Stellaria kotschyana
- Stellaria laevis
- Stellaria lanata
- Stellaria lanipes
- Stellaria leptoclada
- Stellaria littoralis
- Skogsstjärnblomma (Stellaria longifolia)
- Polarstjärnblomma (Stellaria longipes)
- Stellaria mainlingensis
- Stellaria mannii
- Stellaria martjanovii
- Våtarv (Stellaria media)
- Stellaria merzbacheri
- Stellaria miahuatlana
- Stellaria minuta
- Stellaria minutifolia
- Stellaria monosperma
- Stellaria montana
- Stellaria montioides
- Stellaria multiflora
- Bokarv (Stellaria neglecta)
- Lundarv (Stellaria nemorum)
- Stellaria neogaea
- Stellaria nepalensis
- Stellaria nipponica
- Stellaria nitens
- Stellaria nubigena
- Stellaria obtusa
- Stellaria omeiensis
- Stellaria ovata
- Stellaria ovatifolia
- Stellaria oxycoccoides
- Blekarv (Stellaria pallida)
- Kärrstjärnblomma (Stellaria palustris)
- Stellaria papillata
- Stellaria parva
- Stellaria parviflora
- Stellaria parviumbellata
- Stellaria patens
- Stellaria pauciflora
- Stellaria pedersenii
- Stellaria perfoliata
- Stellaria persica
- Stellaria petiolaris
- Stellaria petraea
- Stellaria pilosoides
- Stellaria pinvalliaca
- Stellaria platyphylla
- Stellaria porsildii
- Stellaria postii
- Stellaria pterosperma
- Stellaria pubera
- Stellaria pulvinata
- Stellaria pungens
- Stellaria pusilla
- Stellaria radians
- Stellaria recurvata
- Stellaria reticulivena
- Stellaria rigida
- Stellaria roughii
- Stellaria ruscifolia
- Stellaria salicifolia
- Stellaria sarcophylla
- Stellaria scaturiginella
- Stellaria schischkinii
- Stellaria schugnanica
- Stellaria semivestita
- Stellaria sennii
- Stellaria serpens
- Stellaria serpyllifolia
- Stellaria sessiliflora
- Stellaria sikaramensis
- Stellaria sikkimensis
- Stellaria soongorica
- Stellaria souliei
- Stellaria strongylosepala
- Stellaria subumbellata
- Stellaria tibetica
- Stellaria tomentella
- Stellaria trimorpha
- Stellaria turkestanica
- Stellaria uchiyamana
- Stellaria uda
- Stellaria umbellata
- Stellaria undulata
- Stellaria wallichiana
- Stellaria weddellii
- Stellaria venezuelana
- Stellaria vestita
- Stellaria williamsiana
- Stellaria winkleri
- Stellaria viridifolia
- Stellaria wushanensis
- Stellaria yungasensis
- Stellaria yunnanensis
- Stellaria zangnanensis
- Stellaria zolotuchinii

## Bildgalleri

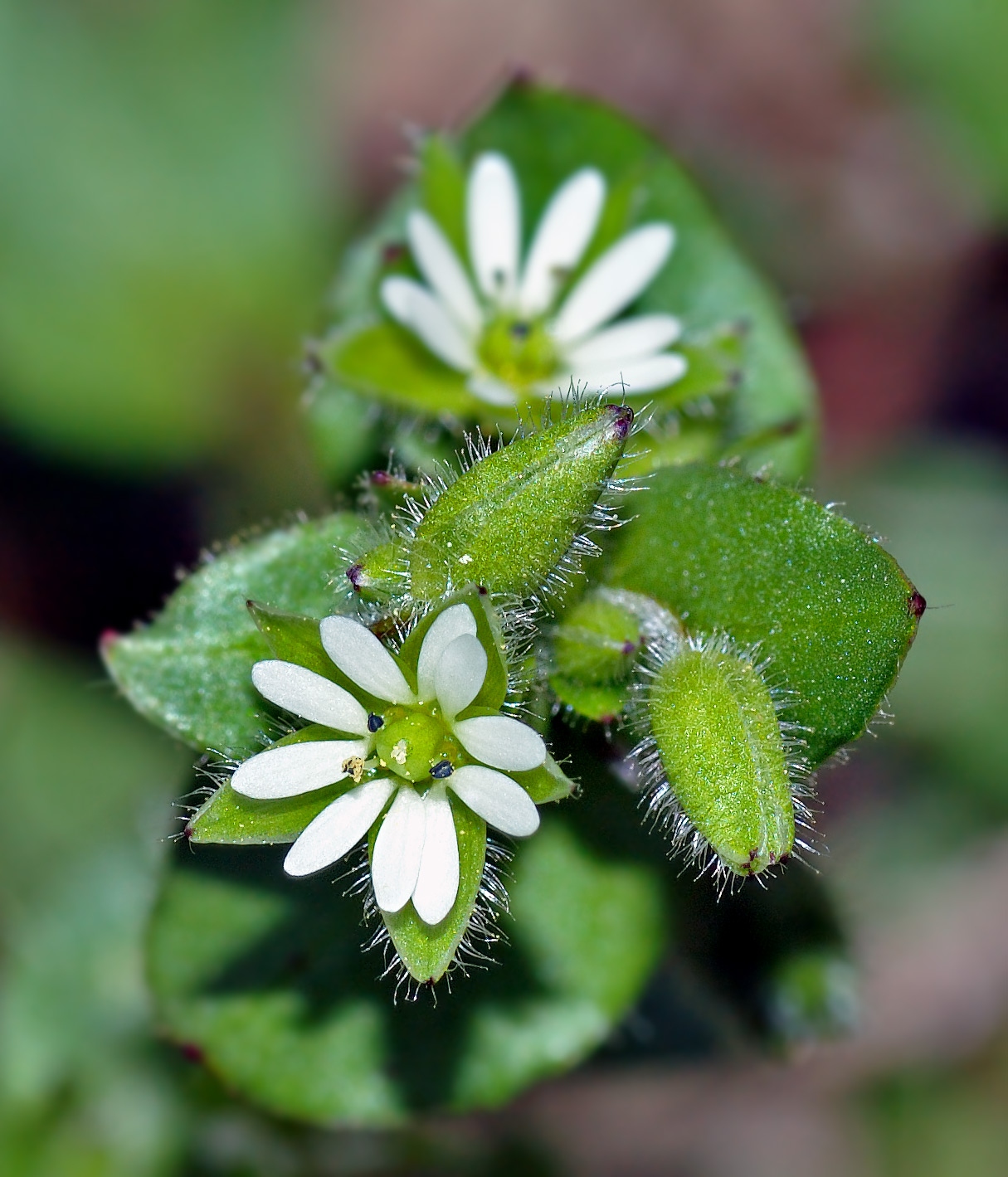
Våtarv (Stellaria media)
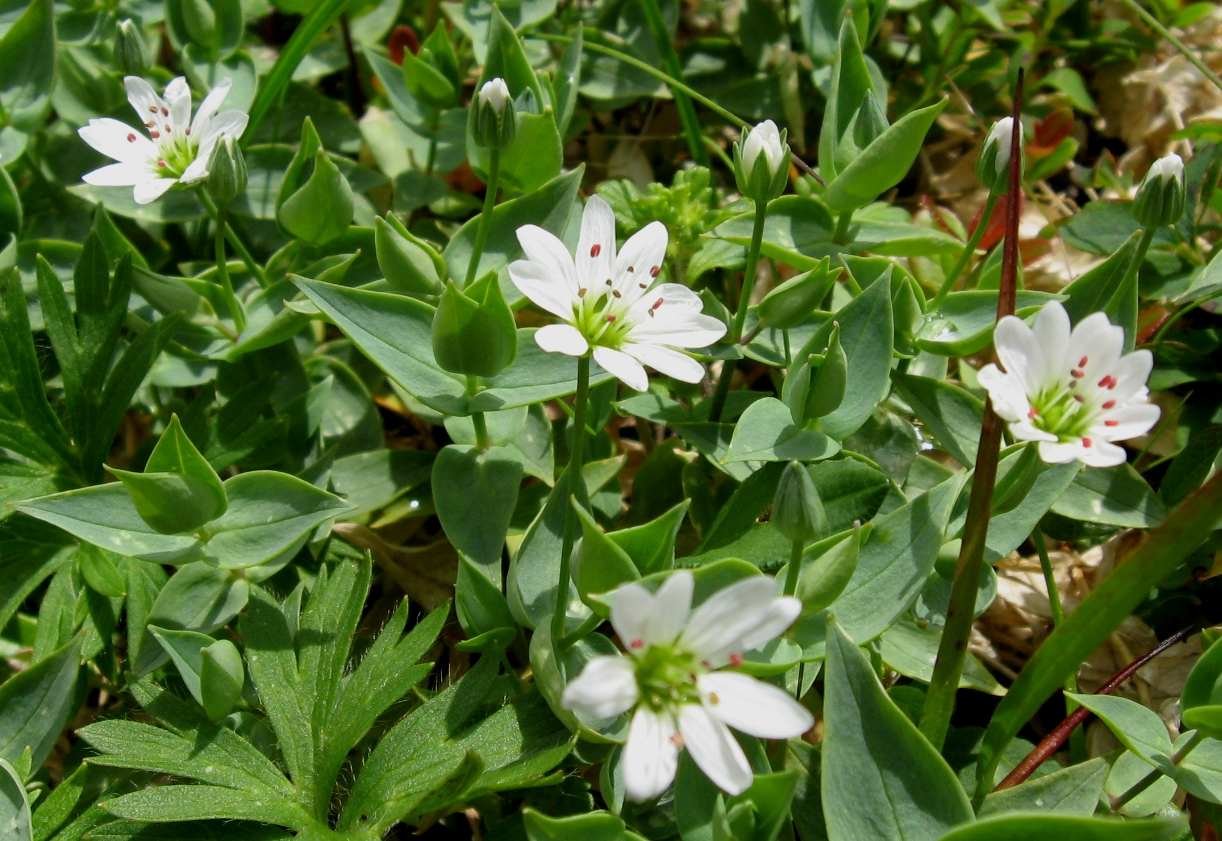
Stellaria ruscifolia
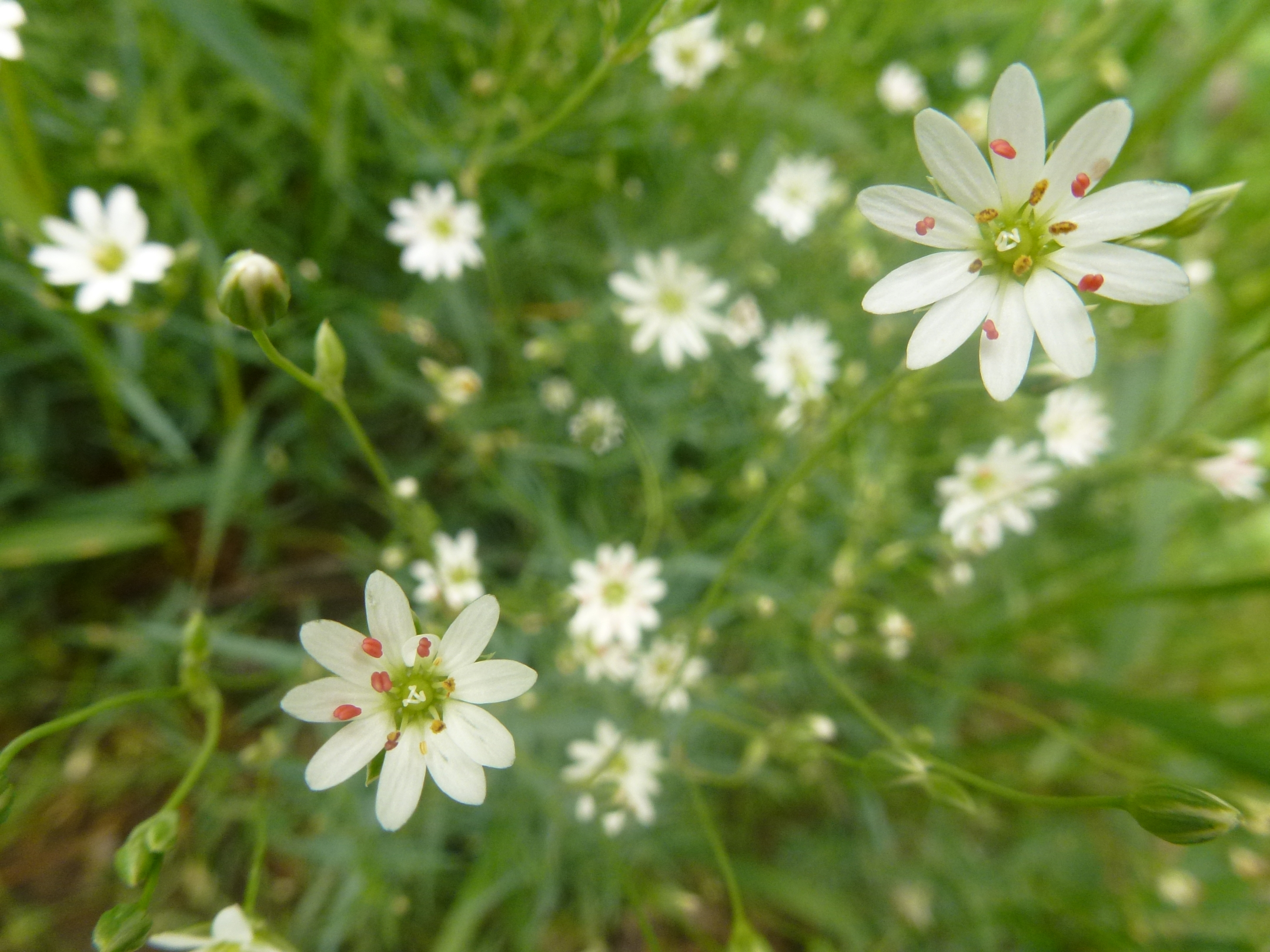
Polarstjärnblomma (Stellaria longipes)
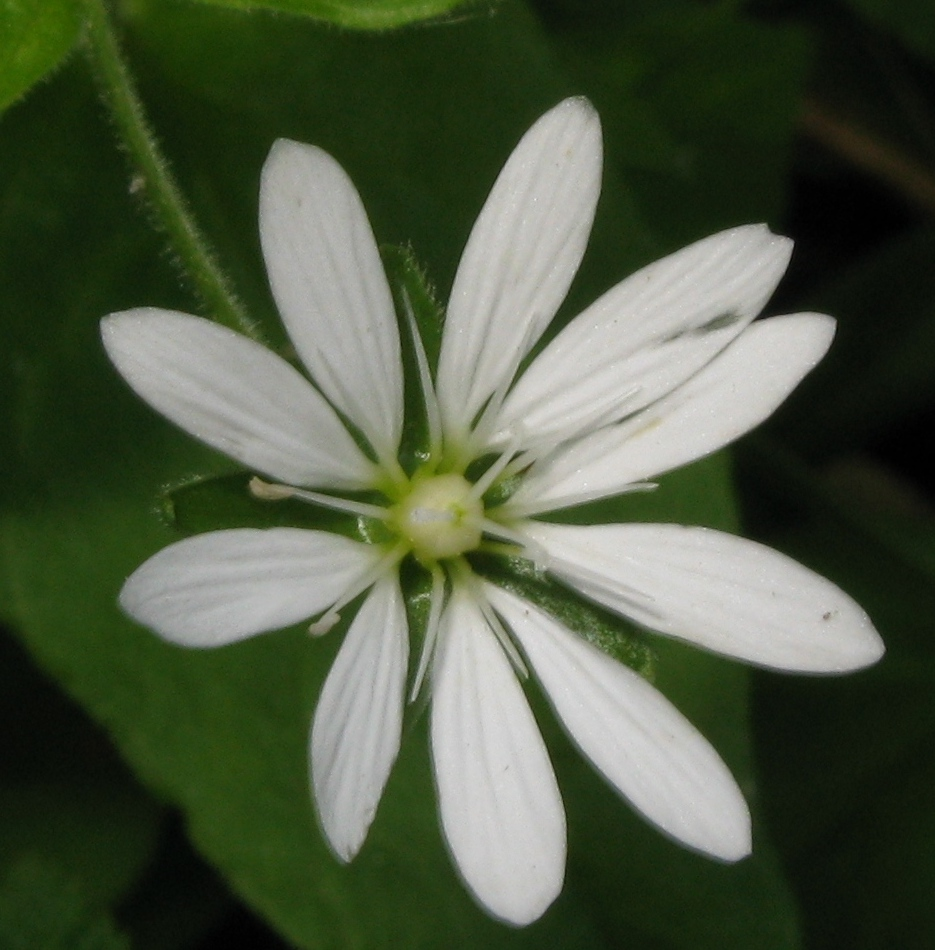
Stellaria bungeana
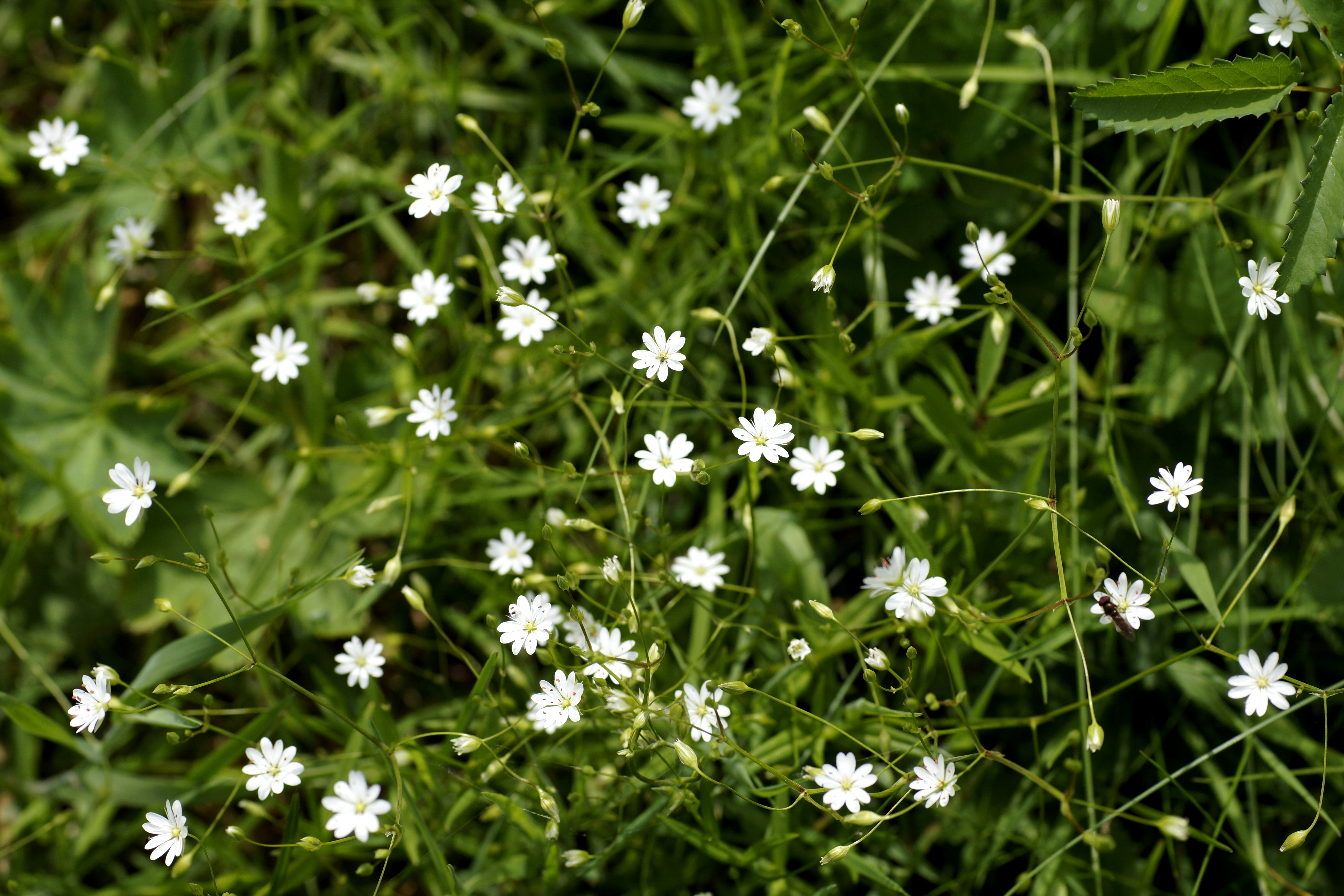
Grässtjärnblomma (Stellaria graminea)